# Geräum (Weiherhammer)
Geräum ist ein Ortsteil der Gemeinde Weiherhammer im Oberpfälzer Landkreis Neustadt an der Waldnaab (Bayern).

## Geografische Lage
Die Einöde Geräum liegt ungefähr vier Kilometer nordöstlich von Weiherhammer am Heilinglohbach, der zwei Kilometer weiter nordöstlich am Nordhang des 501 Meter hohen Seebühl entspringt und zwei Kilometer weiter südwestlich bei Weiherhammer in die Haidenaab mündet.

## Geschichte
1816 wurde das Freiherr von Junkersche Ortsgericht mit Sitz in Neunkirchen gebildet, zu dem neben Rupprechtsreuth, Trippach und Untermantel auch die Einöde Geräum gehörte.
Geräum gehörte 1817 zu Weiherhammer und war von einem Abdecker und einem Weber bewohnt.
1817 hatte Geräum 2 Häuser und 10 Einwohner, 1861 hatte es 11 Einwohner.
Zum Stichtag 23. März 1913 (Osterfest) gehörte Geräum zur Pfarrei Neunkirchen bei Weiden und hatte ein Haus und 15 Einwohner.
Am 31. Dezember 1990 hatte Geräum 2 Einwohner und gehörte zur Pfarrei Neunkirchen bei Weiden.